# Going concern
Going concern is de aanname dat een organisatie in de voorzienbare toekomst (meestal 12 maanden) geen risico van liquidatie loopt. Het impliceert dat de organisatie haar activiteiten kan voortzetten met het oog op de langere termijn, een vereiste voor het opmaken van de jaarrekening onder IFRS-regelgeving. Het belang van deze aanname wordt geïllustreerd door het feit dat men in het andere geval moet overschakelen naar waardering op basis van liquidatiewaarde en afschrijvingen versneld doorgevoerd moeten worden, wat tot sterk toenemende kosten kan leiden.
De aanname speelt een cruciale rol in auditing, zo moeten auditoren actief in België going concern-problemen verplicht melden aan de Kamer van Koophandel.